# Palazzo Ulmo
Palazzo Ulmo è un edificio storico di Taranto, situato in via Duomo, che risale al XVIII secolo e, probabilmente, si deve a Pierantonio Ulmo che fu sindaco di Taranto nel 1750.

## Descrizione
È un palazzo dalle dimensioni monumentali, a partire dal portale inquadrato da una cornice decorata con festoni a motivi vegetali e floreali. Intorno al patio centrale si affacciano i locali del pian terreno, un tempo di servizio, quelli sotterranei, il piano ammezzato, il piano nobile ed il secondo piano. Il salone del piano nobile conserva ancora importanti elementi di rilevanza storico-artistica come l'elegante boiserie in legno, che ospita alcune tele del pittore pugliese Cesare Fracanzano, e la pittura su carta del soffitto, che ha per soggetto "Il ratto di Europa", tema tratto dalle Metamorfosi di Ovidio, datato e firmato da Michele Lenti nel 1781.
Gli ambienti ristrutturati del palazzo si sviluppano su una superficie di 400qm tra ipogeo, corte, primo e terzo piano.
All’interno vi opera da qualche anno la associazione culturale Palazzo Ulmo. L’architetto Marcus Briegel, fondatore, ha riconvertito una parte del fatiscente palazzo in un luogo intimo e piacevole in cui favorire scambi e sinergie fra realtà associative attive sul territorio.
Dal 2007 l'associazione è direttamente coinvolta nell’organizzazione di manifestazioni ed eventi che hanno riscosso interesse a livello nazionale: mostre d’arte contemporanea, festival di fotografia, rassegne di teatro e danza urbana, incontri sul cinema e meeting sulle prospettive future della città di Taranto.

### L'ipogeo
L’ambiente ipogeo, al di sotto dell’immobile sito in via Duomo 55 è davvero imponente ed è articolato in due vani dei quali il primo, quello immediatamente di fronte al descenso, è di forma quadrangolare. Sulla destra di questo ampio vano attraverso un arco ribassato si accede ad un lungo ambiente in parte tagliato nel banco roccioso ed in parte reimpostato. Gli ambienti ipogei furono certamente utilizzati come depositi, con il materiale che veniva calato dalle aperture che sono visibili dalla strada soprastante, ma anche come stalle per gli animali. Non ci sono segni che richiamano la presenza di specifiche strutture produttive. In un ambiente collaterale si segnala altresì la presenza di un lungo, stretto e profondo vano utilizzato sicuramente come foggia granaria. L’ipogeo di palazzo Ulmo tuttavia è ancora tutto da indagare in quanto, proprio sotto gli scalini di ingresso si diparte un secondo profondo livello che potrebbe costituire in parte un’ulteriore pertinenza ma anche uno fra i tanti reticoli e camminamenti ipogei in direzione di Mar Grande. Dunque anche nel caso dell’ipogeo di palazzo Ulmo l’analisi delle strutture murarie ci porta a concludere come il palazzo edificato intorno alla metà del 700 fosse costruito su strutture murarie preesistenti e riferibili senza dubbio ad epoche differenti. Un dato comune all’edilizia storica tarantina, dove i palazzi signorili e nobiliari sono formati non solo dall’unione ma anche dall’inglobamento di più antichi edifici.